# Bobby Labonte

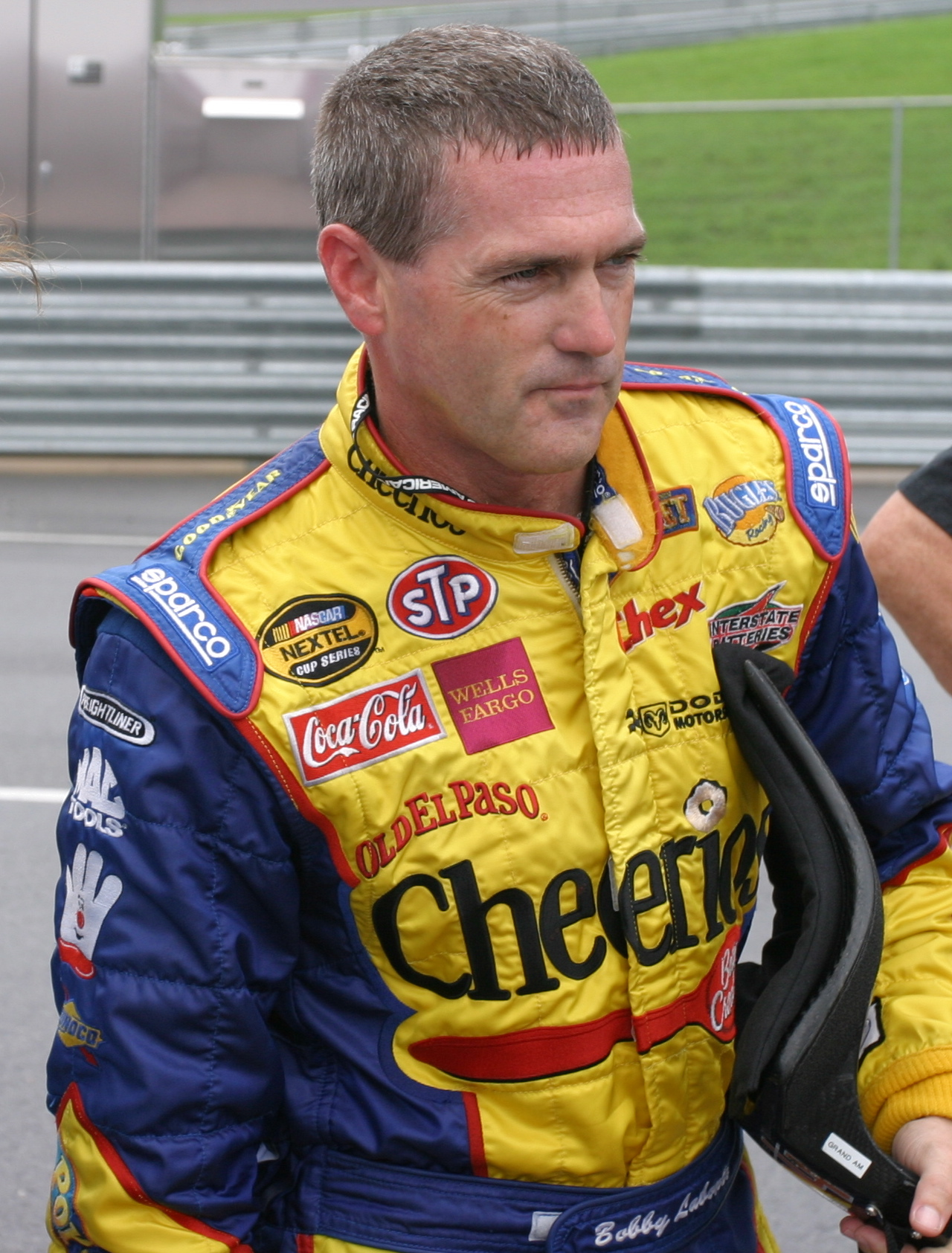
Bobby Labonte en 2006

Robert Alan Labonte (Corpus Christi, Texas, 8 de mayo de 1964), más conocido como Bobby Labonte, es un piloto de automovilismo estadounidense que corre a tiempo parcial en la Copa NASCAR. Durante mediados de la década de 1990, se le diagnosticó la enfermedad de Graves Basedow. 
Resultó campeón de la Copa NASCAR en 2000, subcampeón en 1999, sexto en 1998 y 2001, y séptimo en 1997. En noviembre de 2015, logró 21 victorias (entre las que destacan la 600 Millas de Charlotte de 1995, la 400 Millas de Brickyard del 2000, y las 500 Millas Sureñas de Darlington del 2000), 203 top-10, y 26 poles. 
También competía en la Nationwide Series, y en la Camping World Truck Series. Fue campeón de la Nationwide Series en 1991, y logró 10 victorias y 100 top 10, en la categoría, mientras que en la Truck Series, solo ganó una carrera.
En la actualidad, Bobby es junto con Brad Keselowski, Kevin Harvick y Kyle Busch los cuatro únicos pilotos en haber ganado tanto el campeonato de la Copa NASCAR y el campeonato de la Nationwide Series. Bobby también ganó el título de la IROC en 2001.
Está casado con Donna y tiene dos hijos, Robert Tyler y Madison. En tanto que Bobby y su hermano mayor, Terry Labonte eran los únicos hermanos en haber ganado ambos el campeonato principal de NASCAR después de que Kyle Busch ganara en 2015 el campeonato y su hermano Kurt Busch en 2004 respectivamente. Es también tío del exganador de la NASCAR Nationwide Series, Justin Labonte.

## Carrera deportiva
Bobby comenzó a competir en 1969 en carreras de migdets de un cuarto en el estado de Texas, ganando su primera carrera principal un año más tarde. Desde entonces y hasta 1977, él participó en esa disciplina a lo largo del país, ganando muchas carreras. En 1978, se avanzó a los go-kart, y después de competir en varias categoría diferentes, Bobby hizo su debut en la Busch Series en 1982, al disputar la fecha de Martinsville con un Oldsmobile del equipo de su padre, terminando 30.º.
Después de su graduación de la Trinity High School, Bobby se desempeñó como fabricante de automóviles de su hermano Terry en Hagan Racing. Bobby disputó dos fechas la Busch Series en 1985, seis en 1988 y siete en 1989, compitiendo con el equipo familiar primero con una Chevrolet y luego con Buick, logrando un top 6 y 3 top 10 en la última temporada.
Mientras tanto, el principal éxito de Labonte era en carreras de late models. En 1987, Labonte ganó doce carreras en Caraway Speedway, alzando con el campeonato de pista. La temporada siguiente, compitió en Concord Motorsports Park, ganando seis veces.
En 1990, Bobby se convirtió en piloto regular de la Busch Series, conduciendo con un Oldsmobile de su equipo familiar. El tejano logró seis top 5 y 17 top 10, de modo que concluyó en la cuarta colocación final. Al año siguiente, se consagró campeón de la serie, con dos victorias, 10 top 5 y 21 top 10. En ese mismo año, debutó en la Copa NASCAR al participar en dos carreras con un Oldsmobile del equipo familiar.
En la Busch Series de 1992, ahora con una Chevrolet, triunfó en tres fechas, y arribó 13 veces en los primeros cinco y 19 veces en los primeros diez, pero se tuvo que conformarse con el subcampeonato, quedando por detrás de Joe Nemechek.
Ascendió a la Copa NASCAR en 1993, convirtiéndose en piloto titular del equipo de Bill Davis. Con un Ford, logró 6 top 10, en ruta a obtener el 19º puesto final en el campeonato. La temporada siguiente, en esta ocasión con un Pontiac, obtuvo 1 top 5 y 2 top 10, quedando 21.º en la tabla general.
Labonte fue contratado por Joe Gibbs Racing, para conducir uno de sus Chevrolet para la temporada 1995 de la Copa NASCAR. Logró tres victorias, 7 top 5, y 14 top 10, para finalizar décimo en la tabla final. En 1996, triunfó en una fecha, arribó en cinco ocasiones entre los primeros cinco y catorce entre los primeros diez, culminando en la 11.ª posición final.
Cambiándose a la marca Pontiac, en 1997, obtuvo una victoria, 9 top 5 y 18 top 10, finalizando séptimo en la tabla general. A la temporada siguiente, resultó sexto, al obtener dos victorias, 11 top 5, y 18 top 10. En 1999, Labonte cosechó dos triunfos, y 23 top 5, pero una actuación levemente superior de Dale Jarrett, hizo que Bobby se conforme con el subcampeonato.
Labonte se coronó campeón de la Copa NASCAR 2000 por delante de Dale Earnhardt, al acumular cuatro victorias, 19 top 5 y 24 top 10. Al año siguiente, consiguió dos victorias, nueve top 5 y 20 top 10, de forma que terminó sexto en el campeonato. El 2002 no fue bueno para Labonte en la Copa, ya que triunfó una carrera pero obtuvo cuatro llegadas entre los primeros cinco adicionales, finalizando 16º en el campeonato.
El tejano volvió a ser competitivo en la temporada 2003; con una Chevrolet al lograr dos victorias, 12 top 5 y 17 top 10, quedando en la octavo colocación final en el campeonato. Labonte solo obtuvo 5 top 5 y 11 top 10 en 2004, culminando 12º en la tabla general. En 2005, Bobby logró cuatro top 5 y 7 top 10, de modo que finalizó en la 24º colocación final, en su última temporada con Joe Gibbs.
Labonte fue contratado en 2006 por Petty Enterprises para conducir una Dodge. Cosechó tres top 5 y ocho top 10, culminando 21.º en el campeonato. Labonte logró 3 top 10 en 2007 y 2 top 10 en 2008, de modo que finalizó en los campeonatos, 18.º y 21.º, respectivamente. El piloto pasó a disputar una programa dividido en 2009, conduciendo un Ford del equipo Hall of Fame y un Chevrolet del TRG, alcanzando un quinto puesto y un décimo; resultó 30.º en el clasificador final.
En 2010, condujo para varios equipos sin lograr resultados destacables. Entre 2011 y 2013, compitió en la categoría, en la mayoría de los casos con un Toyota de JTG Daugherthy, y obtuvo 2 top 10 en 2011 y 2 top 10 en 2012; su mejor resultado de campeonato fue un 23.er puesto en 2012.
Mientras competía regularmente en la Copa NASCAR, Labonte compitió en la Busch Series aunque no siendo un piloto titular de la serie. El piloto obtuvo cuatro victorias en ese periodo. Además, realizó apariciones esporádicas en la NASCAR Truck Series, logrando una victoria en la fecha de Martinsville 2005.
El tejano compitió en el International Race of Champions en 1997, 1999, y entre 2000 y 2002. Se consagró campeón en 2001, al lograr dos victorias y cuatro top 5; también culminó tercero en 1999 con tres top 5. En tanto, que disputó cuatro carreras de la Grand-Am Rolex Sports Car Series en 2005, cuatro en 2006, uno en 2007 y uno en 2010, sin lograr resultados destacables.